# Peter Simonsen
Peter R. Simonsen (17 de abril de 1959) é um ex-futebolista neozelandês, que atuava como meia.

## Carreira
Peter Simonsen fez parte do elenco da histórica Seleção Neozelandesa de Futebol da Copa do Mundo de 1982. 